# Abraxas pauxilla
Abraxas pauxilla är en fjärilsart som beskrevs av Eugen Wehrli 1935. Abraxas pauxilla ingår i släktet Abraxas och familjen mätare. Inga underarter finns listade i Catalogue of Life.